# Марктграјц
Марктграјц (њем. Marktgraitz) град је у њемачкој савезној држави Баварска. Једно је од 11 општинских средишта округа Лихтенфелс. Према процјени из 2010. у граду је живјело 1.303 становника. Посједује регионалну шифру (AGS) 9478143.

## Географски и демографски подаци
Марктграјц се налази у савезној држави Баварска у округу Лихтенфелс. Град се налази на надморској висини од 292 метра. Површина општине износи 3,8 km². У самом граду је, према процјени из 2010. године, живјело 1.303 становника. Просјечна густина становништва износи 347 становника/km².